# 권설 비음
권설 비음(捲舌鼻音)은 자음의 하나로 치조후에서 혀끝을 말아 만드는 비음이다.

## 특징
- 조음 방법은 조음기관 내의 공기의 흐름을 차단하여 만드는 파열음이다.

## 발음의 예
- 노르웨이어, 스웨덴어: rn에서 이 소리가 난다.
- 파슈토어: ڼ에서 이 소리가 난다.